# Metemma
Metemma (amharisch መተማ mätämma) ist ein Ort in der Provinz Amhara in Äthiopien.

## Lage
Metemma liegt an der Grenze zum Sudan. Auf der anderen Seite der Grenze liegt der Ort Gallabat.

## Bevölkerung
Metemma hat ca. 5.500 Einwohner.

## Geschichte
Seit 2002 wird die steinzeitliche Fundstätte Shinfa-Metema 1 erforscht.
Im März 1889 griffen die Äthiopier unter Führung ihres Kaisers Yohannes IV. den Sudan an, in dem seit 1881 der Mahdi-Aufstand stattfand. Die Mahdisten hatten im Vorjahr die Stadt Gonder angegriffen und geplündert. In der Nähe von Metemma kam es am 9. März zur Schlacht von Metemma/Gallabat. 150.000 Äthiopier griffen 80.000 Mahdisten an. Ein Sieg der Äthiopier schien sich bereits abzuzeichnen, als der Kaiser von einer verirrten Kugel getroffen wurde. Die äthiopischen Truppen zogen sich daraufhin zurück, wurden verfolgt und zerschlagen. Der Leichnam des Kaisers geriet in die Hände der Mahdisten.